# مارتاین ماسکانت
مارتاین ماسکانت (هلندی: Martijn Maaskant؛ زادهٔ ۲۷ ژوئیهٔ ۱۹۸۳) دوچرخه‌سوار اهل هلند است.